# Gluta aptera
Gluta aptera är en sumakväxtart som först beskrevs av George King, och fick sitt nu gällande namn av Ding Hou. Gluta aptera ingår i släktet Gluta och familjen sumakväxter. Inga underarter finns listade i Catalogue of Life.